# فرناندو آگوایر
فرناندو آگوایر (انگلیسی: Fernando Aguiar؛ زادهٔ ۱۸ مارس ۱۹۷۲) بازیکن فوتبال اهل پرتغال است.
از باشگاه‌هایی که در آن بازی کرده‌است می‌توان به باشگاه فوتبال مایا، باشگاه فوتبال لیریا، باشگاه ورزشی ماریتیمو، باشگاه فوتبال بنفیکا، باشگاه فوتبال پنافیل، باشگاه ورزشی ناسیونال، و باشگاه فوتبال بیرامار اشاره کرد.
وی همچنین در تیم‌ ملی فوتبال  کانادا بازی کرده‌است.